# Jämvikt
Jämvikt är ett begrepp inom bland annat mekanik och kemi. Ett system sägs vara i jämvikt när de förändrande processer som finns (krafter, kemiska reaktioner etc) förhåller sig till varandra på ett sådant sätt att systemet förblir oförändrat med tiden.
Mer precist kan man skilja mellan jämvikt och fortvarighetstillstånd (ofta används den engelska frasen steady state även på svenska). Steady state innebär konstant från- och tillförsel av olika energiformer eller materia, medan jämvikt då innebär att hela systemet befinner sig i vila. Skillnaden kan illustreras med en vattentank där ytan befinner sig på konstant nivå: Vid steady state strömmar vatten in och ut ur tanken med samma hastighet så att vattenvolymen i tanken är konstant, medan vid jämvikt rinner vattnet varken till eller från tanken.

## Typer av jämvikt
- Statisk jämvikt
- Dynamisk jämvikt
- Kemisk jämvikt
- Termodynamisk jämvikt
- Jämviktspris
- Jämviktskoncentration